# BlackBerry World
BlackBerry World, (antigo BlackBerry App World) foi um serviço de distribuição de aplicativos da BlackBerry (antiga RIM) para a maioria dos dispositivos BlackBerry. O serviço oferecia aos usuários do BlackBerry com um ambiente para navegar, baixar e atualizar aplicativos de terceiros. O serviço foi ao ar em 1 de abril de 2009. Dos três principais provedores de aplicativos, tem a maior receita por aplicativo de US $ 9,166.67 em comparação com $ 6,480.00 e R $ 1.200,00 pela App Store da Apple e o Google Play, respectivamente.
No início de 2011, 16 mil aplicativos estavam disponíveis no BlackBerry World. Um ano depois, a loja de aplicativos passaram 60.000 aplicações (janeiro 2012) e um mês depois 70 mil aplicativos (Fevereiro de 2012). No BlackBerry Jam em setembro de 2012, a RIM anunciou que App World teve mais de 105 mil apps.
Foi encerrado em 31 de dezembro de 2019.